# Węgrów (gromada)
Węgrów – dawna gromada, czyli najmniejsza jednostka podziału terytorialnego Polskiej Rzeczypospolitej Ludowej w latach 1954–1972.
Gromady, z gromadzkimi radami narodowymi (GRN) jako organami władzy najniższego stopnia na wsi, funkcjonowały od reformy reorganizującej administrację wiejską przeprowadzonej jesienią 1954 do momentu ich zniesienia z dniem 1 stycznia 1973, tym samym wypierając organizację gminną w latach 1954–1972.
Gromadę Węgrów z siedzibą GRN w Węgrowie utworzono – jako jedną z 8759 gromad na obszarze Polski – w powiecie trzebnickim w woj. wrocławskim, na mocy uchwały nr 29/54 WRN we Wrocławiu z dnia 2 października 1954. W skład jednostki weszły obszary dotychczasowych gromad Węgrów, Zaprężyn i Krakowiany ze zniesionej gminy Skarszyn oraz Miłonowice i Rzędziszowice ze zniesionej gminy Zawonia w tymże powiecie. Dla gromady ustalono 11 członków gromadzkiej rady narodowej.
1 stycznia 1960 gromadę Węgrów zniesiono, a jej obszar włączono do gromad:  Łuczyna (wieś Rzędziszowice), Skarszyn (wsie Krakowiany, Zaprężyn i Węgrów) i Zawonia (wieś Miłonowice) w tymże powiecie.